# ویویان رووه
ویویان رووه (انگلیسی: Vivian Rowe؛ ۱۸ فوریه ۱۹۰۱ – september 1967 (aged 66)) بازیکن فوتبال اهل بریتانیا بود.
از باشگاه‌هایی که در آن بازی کرده‌است می‌توان به باشگاه فوتبال برنتفورد، باشگاه فوتبال دالیچ هملت، و باشگاه فوتبال ویمبلدون اشاره کرد.